# 인덱스 컬러
인덱스 컬러(indexed color)는 컴퓨팅에서 컴퓨터 메모리와 파일 저장 공간을 절약하고 디스플레이 갱신과 파일 전송 속도를 높이기 위해 제한된 방식으로 디지털 이미지의 색상을 관리하는 기술이다. 벡터 양자화 압축의 한 형태이다.
이미지가 이러한 방식으로 인코딩되면 색상 정보는 이미지 픽셀 데이터에 의해 직접 전달되지 않고 색상 조회 테이블(CLUT) 또는 색상 사양 배열인 팔레트라는 별도의 데이터 조각에 저장된다. 배열의 모든 요소는 배열 내의 위치에 따라 색인이 지정된 색상을 나타낸다. 각 이미지 픽셀에는 해당 색상의 전체 사양이 포함되지 않고 팔레트에 대한 인덱스만 포함된다. 색상이 간접적으로 지정되므로 이 기술을 유사 색상(pseudocolor) 또는 간접 색상(indirect color)이라고도 한다.

## 역사
프레임버퍼 및 색상 조회 테이블과 함께 8비트 인덱스 컬러를 사용한 초기 그래픽 디스플레이 시스템에는 Shoup의 슈퍼페인트(SuperPaint, 1973)와 카지야(Kajiya), 서덜랜드(Sutherland) 및 치들(Cheadle)이 1975년에 설명한 비디오 프레임 버퍼가 포함된다. 이는 256개의 RGB 색상 팔레트를 지원했다. 슈퍼페인트는 시프트 레지스터 프레임 버퍼를 사용했지만 카지야 등의 시스템은 랜덤 액세스 프레임 버퍼를 사용했다.
몇몇 초기 시스템에서는 3비트 색상을 사용했지만 일반적으로 비트를 CLUT의 인덱스로 함께 사용하지 않고 독립적인 빨간색, 녹색 및 파란색 on/off 비트로 처리했다.

## 같이 보기
- 색 깊이